# 8188 Okegaya
A 8188 Okegaya (ideiglenes jelöléssel 1992 YE3) a Naprendszer kisbolygóövében található aszteroida. Y. Mizuno és T. Furuta fedezte fel 1992. december 18-án.